# 16 april
16 april är den 106:e dagen på året i den gregorianska kalendern (107:e under skottår). Det återstår 259 dagar av året.

## Återkommande bemärkelsedagar

### Helgdagar
- Påskdagen firas i västerländsk kristendom för att högtidlighålla Jesu återuppståndelse efter korsfästelsen, åren 1843, 1854, 1865, 1876, 1911, 1922, 1933, 1995, 2006, 2017, 2028, 2090.

### Flaggdagar
- Danmark: Drottningens födelsedag

## Namnsdagar

### I den svenska almanackan
- Nuvarande – Patrik och Patricia
- Föregående i bokstavsordning
  - Paternus – Namnet fanns, till minne av en fransk biskop från 500-talet, på dagens datum före 1766, då det utgick.
  - Patricia – Namnet infördes på dagens datum 1986 och har funnits där sedan dess.
  - Patrik – Namnet infördes på dagens datum 1766 och har funnits där sedan dess.
  - Percy – Namnet infördes på dagens datum 1986, men flyttades 1993 till 18 november och utgick 2001.
- Föregående i kronologisk ordning
  - Före 1766 – Paternus
  - 1766–1900 – Patrik
  - 1901–1985 – Patrik
  - 1986–1992 – Patrik, Patricia och Percy
  - 1993–2000 – Patrik och Patricia
  - Från 2001 – Patrik och Patricia
- Källor
  - Brylla, Eva (red.): Namnlängdsboken, Norstedts ordbok, Stockholm, 2000. ISBN 91-7227-204-X
  - af Klintberg, Bengt: Namnen i almanackan, Norstedts ordbok, Stockholm, 2001. ISBN 91-7227-292-9

### Finlandssvenska almanackan
- Nuvarande från 1995[1] – Patrik, Patricia
- I föregående revideringar[a][2]
  - 1929–1994 – Helmer

## Händelser
- 69 – Sedan den romerske kejsaren Othos trupper har blivit besegrade av generalen Vitellius armé i slaget vid Bedriacum två dagar tidigare begår Otho självmord, för att undkomma Vitellius. Denne kan då själv utropa sig till kejsare och marschera mot Rom, där han intågar den 17 juli samma år och snart kan ta över makten. Redan den 20 december samma år blir han dock dödad av motståndartrupper och efterträds av Vespasianus.
- 556 – Sedan Vigilius har avlidit året före väljs Pelagius I till påve.[3]
- 1746 – Den jakobitiske tronpretendenten Karl Edvard Stuart, mest känd som Bonnie Prince Charlie, och hans brittiska och franska styrkor blir slutgiltigt besegrade av de brittiska regeringsstyrkorna i slaget vid Culloden strax öster om Inverness i Skottland. Därmed blir hans uppror, där han har gjort anspråk på den brittiska tronen eftersom han är ättling till Stuartarna, nedslaget och därigenom krossas ätten Stuarts sista hopp om att återta tronen. Karl Edvard lyckas dock undgå att bli tillfångatagen av regeringsstyrkorna och kan i september fly till Frankrike, där han lever resten av sitt liv i exil.
- 1856 – Representanter för Storbritannien, Frankrike, Preussen, Ryssland, Sardinien, Osmanska riket och Österrike undertecknar den så kallade Parisdeklarationen, cirka två veckor efter att flera av dessa stater har avslutat Krimkriget genom freden i Paris. Deklarationen blir en viktig milstolpe inom folkrätten, då den avskaffar kaperi och stadgar, att fientligt gods ska vara skyddat ombord på neutralt flaggade fartyg och att neutralt gods på fientliga fartyg inte får beslagtas, såvida det inte är kontraband.
- 1912 – Den amerikanska flygaren Harriet Quimby blir den första kvinnan som flyger över Engelska kanalen, knappt tre år efter att fransmannen Louis Blériot har blivit den förste mannen. Nyheten om hennes bravad drunknar dock i nyheten om att RMS Titanic har förlist dagen före. Endast två och en halv månad senare omkommer Quimby vid en flygtävling i Boston i USA.
- 1941 – Det tyska flygvapnet genomför den dittills största flygräden mot London under andra världskriget, med 685 flygplan. Omkring 1 000 personer dödas och 2 000 skadas svårt. Dessutom förstörs de sista resterna av det 1936 nerbrunna Kristallpalatset, då det utgör ett mycket tydligt och väl synligt bombmål.
- 1945 – Sovjetiska trupper bryter igenom den tyska fronten vid floderna Oder och Wisła, tack vare en offensiv tidigare under året. Därmed inleds den sovjetiska slutoffensiven mot den tyska huvudstaden Berlin, vilken varar i drygt två veckor och slutar med att den tyske diktatorn Adolf Hitler begår självmord den 30 april och att ryssarna helt har intagit Berlin den 2 maj.
- 1947 – Det franska fartyget SS Grandcamp, som är lastat med ammoniumnitrat, exploderar där det ligger för ankar i Texas City i Texas. Minst 581 personer omkommer och omkring 2 000 skadas i denna den värsta industriolyckan i USA:s historia.
- 2007 – 32 personer blir ihjälskjutna och 23 skadas i den näst värsta skolskjutningen i USA:s historia på det amerikanska universitetet Virginia Polytechnic Institute and State University i Blacksburg i Virginia. Efter dådet begår gärningsmannen självmord och polisen identifierar honom dagen därpå som den 23-årige sydkoreanske studenten Seung-Hui Cho.
- 2016 – Jordbävningen i Ecuador 2016 inträffar. Fler än 600 människor omkommer.

## Födda
- 1319 – Johan II, kung av Frankrike
- 1646 – Jules Hardouin-Mansart, fransk arkitekt
- 1660 – Hans Sloane, brittisk samlare och naturforskare, grundare av museet British Museum
- 1661 – Charles Montagu, brittisk stats- och finansman, grundare av Bank of England
- 1693 – Anna Sophie Reventlow, Danmarks och Norges drottning 1721–1730 (gift med Fredrik IV)
- 1703 – Gaetano Majorano, italiensk kastrat- och operasångare med artistnamnet Caffarelli
- 1755 – Élisabeth Vigée Le Brun, fransk målare
- 1797 – Adolphe Thiers, fransk historiker, statsman och politiker, chef för verkställande makten i Frankrike 1871 och Frankrikes president 1871–1873
- 1799 – John Wesley Davis, amerikansk demokratisk politiker, talman i USA:s representanthus
- 1808 – Caleb Blood Smith, amerikansk whig- och republikansk politiker, jurist och publicist, USA:s inrikesminister 1861–1862
- 1818 – Charles J. Folger, amerikansk politiker, USA:s finansminister 1881–1884
- 1820 – Victor Puiseux, fransk astronom och matematiker
- 1844 – Anatole France, fransk författare, mottagare av Nobelpriset i litteratur 1921
- 1851 – Ernst Josephson, svensk målare och poet
- 1861 – Albin Lavén, svensk skådespelare
- 1867 – Wilbur Wright, amerikansk flygpionjär
- 1868 – Spottiswoode Aitken, amerikansk skådespelare
- 1883 – Erik Wettergren, svensk överintendent, manusförfattare och konstförfattare
- 1886 – Ernst Thälmann, tysk kommunistisk politiker, partiledare för Tysklands kommunistiska parti
- 1888 – Minna Larsson, svensk skådespelare
- 1889 – Charlie Chaplin, brittisk skådespelare och komiker
- 1891 – Bernhard Näsgård, svensk politiker och statsråd, partisekreterare i Bondeförbundet 1932–1936 och Sveriges jordbruksminister februari–juli 1957
- 1896 – Sami Rosenstock, fransk poet med pseudonymen Tristan Tzara, en av grundarna av dadaismen
- 1904 – Walter Walford Johnson, amerikansk demokratisk politiker, guvernör i Colorado
- 1910 – Gunnel Beckman, svensk författare
- 1918 – Spike Milligan, brittisk komiker och skådespelare
- 1919
  - Merce Cunningham, amerikansk koreograf och dansare
  - Roland Lundberg, svensk direktör och moderat politiker
- 1921 – Peter Ustinov, brittisk skådespelare
- 1922 – Kingsley Amis, brittisk författare
- 1923 – Arch A. Moore, amerikansk republikansk politiker, guvernör i West Virginia
- 1924 – Henry Mancini, amerikansk kompositör, pianist och dirigent
- 1926 – Hans Bendrik, svensk skådespelare och dramatiker
- 1927
  - Benedictus XVI, påve 2005–2013
  - Rimma Karelskaja, rysk ballerina och balettlärare
- 1928 – Nils Elvander, svensk professor i nationalekonomi och statsvetenskap
- 1934 – Ram Naik, indisk politiker
- 1935
  - Lennart Risberg, svensk proffsboxare
  - Sura-Pelle Pettersson, svensk ishockeyspelare
- 1939 – Dusty Springfield, brittisk sångare
- 1940
  - Valerie Davey, brittisk Labourpolitiker, parlamentsledamot
  - Margrethe II, drottning av Danmark 1972–2024
- 1941
  - Cliff Stearns, amerikansk republikansk politiker, kongressledamot
  - Jan-Erik Olsson, svensk brottsling
- 1942 – Frank Williams, brittisk företagsledare grundare av Williams
- 1945 – Tom Allen, amerikansk demokratisk politiker, kongressledamot
- 1947
  - Kareem Abdul-Jabbar, amerikansk skådespelare och basketspelare
  - Lee Kerslake, brittisk trumslagare, bland annat medlem i gruppen Uriah Heep
  - Gerry Rafferty, brittisk musiker, kompositör och sångare
- 1950 – David Graf, amerikansk skådespelare
- 1954 – Ellen Barkin, amerikansk skådespelare
- 1960 – Rafael Benítez, spansk fotbollsspelare och -tränare
- 1962
  - Antony Blinken, amerikansk politiker, USA:s utrikesminister 2021–2025
  - Reijo Hongisto, finländsk politiker
- 1964 – Esbjörn Svensson, svensk jazzpianist och kompositör
- 1965 – Jon Cryer, amerikansk skådespelare, manusförfattare och filmproducent
- 1967 – Maria Bello, amerikansk skådespelare
- 1968 – Martin Dahlin, svensk fotbollsspelare, VM-brons och kopia av Svenska Dagbladets guldmedalj 1994
- 1970 – Anna Järvinen, sverigefinsk artist och författare
- 1971 – Selena Quintanilla, amerikansk sångare, låtskrivare och kompositör.
- 1974 – Mattias Timander, svensk hockeyspelare
- 1977 – Fredrik Ljungberg, svensk fotbollsspelare
- 1979 – Christijan Albers, nederländsk racerförare
- 1986 – Bronwen Knox, australisk vattenpolospelare
- 1987 – Aaron Lennon, brittisk fotbollsspelare
- 1993 – Hanna Glas, svensk fotbollsspelare, VM-brons 2019, OS-silver 2020

## Avlidna
- 69 – Otho, 37, romersk kejsare sedan 15 januari detta år
- 1115 – Magnus den helige, omkring 35, jarl av Orkneyöarna (dödad)
- 1687 – George Villiers, 2:e hertig av Buckingham, 59, engelsk politiker
- 1355 – Peder Jensen (Galen), dansk kyrkoman, ärkebiskop i Lunds stift sedan 1334
- 1783 – Benedetto Giuseppe Labre, 35, fransk romersk-katolsk pilgrim, bekännare och helgon
- 1804 – William Maclay, 66, amerikansk politiker, senator för Pennsylvania 1789–1791
- 1828 – Francisco de Goya, 82, spansk konstnär
- 1832 – John Taylor, 62, amerikansk demokratisk-republikansk politiker, senator för South Carolina 1810–1816, guvernör i samma delstat 1826–1828
- 1850 – Anna Maria Grosholtz, 88, fransk-brittisk vaxmodellör, känd som Madame Tussaud
- 1859 – Alexis de Tocqueville, 53, fransk politisk teoretiker och historiker
- 1876 – Trusten Polk, 64, amerikansk demokratisk politiker och jurist, guvernör i Missouri 1857, senator för samma delstat 1857–1862)
- 1879 – Bernadette Soubirous, 35, fransk mystiker, nunna och helgon
- 1908 – Jonas Jonasson i Rasslebygd, 87, svensk hemmansägare och riksdagspolitiker
- 1934 – John J. Blaine, 59, amerikansk republikansk politiker, guvernör i Wisconsin 1921–1927, senator för samma delstat 1927–1933
- 1937 – Henric Westman, 83, svensk militär, godsägare och donator
- 1938 – August Falck, 56, svensk skådespelare
- 1947 – Rudolf Höss, 46, tysk SS-officer, kommendant i koncentrationslägret Auschwitz (avrättad)
- 1958 – W. Kerr Scott, 62, amerikansk politiker, guvernör i North Carolina 1949–1953, senator för samma delstat sedan 1954
- 1968 – Edna Ferber, 82, amerikansk journalist, romanförfattare och dramatiker
- 1970 – Richard Neutra, 78, amerikansk arkitekt
- 1972 – Yasunari Kawabata, 72, japansk författare, mottagare av Nobelpriset i litteratur 1968
- 1977 – Gun Adler, 67, svensk skådespelare
- 1978 – Lucius D. Clay, 80, amerikansk flygvapengeneral
- 1984 – Simon Spies, 62, dansk affärsman och entreprenör, grundare av resebyrån Spies Rejser
- 1991 – David Lean, 83, brittisk regissör
- 1994 – Ralph Ellison, 80, amerikansk författare
- 1995 – Iqbal Masih, 12, pakistanisk skuldslav (mördad)
- 2002 – Robert Urich, 55, amerikansk skådespelare
- 2009 – Åke Lassas, 84, svensk ishockeyspelare
- 2011 – Bijan Pakzad, 67, iranskfödd amerikansk modedesigner med artistnamnet Bijan
- 2012 – Mærsk Mc-Kinney Møller, 98, dansk skeppsredare
- 2014 – Aulis Rytkönen, 85, finländsk fotbollsspelare och landslagstränare
- 2021 – Helen McCrory, 52, brittisk skådespelare
- 2022 – Joachim Streich, 71, östtysk fotbollsspelare